# Henutsen
Henutsen va ser una reina de l'Antic Egipte durant la Quarta Dinastia.

## Biografia
| H | W24 · t | s | n |

| H | W24 · t | s | n |

Henutsen era una filla del faraó Sneferu i la seva tercera esposa. Henutsen es casà amb el seu germanastre Khufu. El seu nom es coneix per una estela de la 26à dinastia, trobada prop del temple d'Isis construït durant la 20a Dinastia prop de la Piràmide G1-c. L'estela l'anomena "Filla del Rei".
Segons Stadelman un dels fills de Henutsen, Khufukhaf I, va ser realment el faraó Khafra. Henutsen està primer documentada a la tomba de Minkhaf I (G 7430 - 7440). Està representada a la tomba Khufukhaf.

## En la ficció
Heròdot en el seu llibre Històries identifica Henutsen com la filla de Khufu a qui el faraó va vendre per a finançar la piràmide. Aquesta història no té cap base.